# Žičara Sljeme
Žičara Sljeme je žičara na zagrebačkoj Medvednici. U projektu je utrošeno 537 milijuna kuna financiranih preko gradske tvrtke Zagrebački električni tramvaj, započetih 2019. godine. U sklopu žičare nalazi se unutarnji dvoetažno i vanjsko parkiralište s 336 naplatnih parkirnih mjesta. Gondole su opremljene nosačima za skije. Žičara je svečano otvorena 23. veljače 2022. godine.

## Specifikacije
- broj gondola: 84
- broj putnika po gondoli: 10
- nosivost gondole: 800 kg
- visinska razlika: 763 m
- brzina: 20 km/h
- trajanje vožnje: 15 minuta

## Postaje
- Postaja Gračansko Dolje (nm: 267 m)
- Postaja Kutna (nm: 308 m)
- Postaja Brestovac (nm: 877 m)
- Postaja Sljeme (nm: 1030 m)

## Stara žičara
Stara žičara je puštena u promet 27. srpnja 1963., a za promet je službeno zatvorena 1. srpnja 2007. nakon kvara na elektromotoru 5. lipnja za koji je procijenjeno da je neisplativ za saniranje. Imala je prometnu dužinu od 4017 m, a visinska razlika perona donje i gornje stanice bila je 670 m. Donja postaja se nalazila na 330 metara nadmorske visine, a gornja na 1000. Pogon se nalazio na gornjoj postaji i imao je snagu od 2 × 92 kW. Po dužini trase, a s jednim pogonom sljemenska je žičara bila najduže postrojenje svoje vrste u Europi. Imala je 13 stupova, visine od 7 do 40 m. Najveći raspon je bio 606 m, a najveća visina kabine žičare od tla bila je 65 m. Na stupovima je bilo ovješeno nosivo uže promjera 36 mm, te vučno uže promjera 26 mm. Žičara je imala 90 kabina za četiri osobe. Brzina vožnje bila je 3 m/s, a vožnja je trajala 23 minute. Cijena vožnje iznosila je 11 kuna.